# Rick Zumwalt
Richard Lee Zumwalt Jr. (* 24. September 1951 in St. Louis; † 19. März 2003 in Desert Hot Springs, Kalifornien) war ein US-amerikanischer Armdrücker und Schauspieler.

## Leben
Weltweite Bekanntheit erlangte Zumwalt durch die Rolle des Bob „Bull“ Hurley im 1987 erschienenen Film Over the Top an der Seite von Sylvester Stallone. Danach trat er in verschiedenen Serien und Minirollen auf. Er war aktives Mitglied einer Vereinigung, die sich gegen Missbrauch von Rauschmitteln starkmachte.
Rick Zumwalt starb im Alter von 51 Jahren am Morgen des 19. März 2003 an einem Herzinfarkt.

## Filmografie
- 1987: Over the Top
- 1987: Das Chaoten-Team (Disorderlies)
- 1987: Penitentiary III
- 1988: Presidio (The Presidio)
- 1988: Criminal Act
- 1989: The Magic Boy’s Easter
- 1989: Geschichten aus der Gruft (Tales from the Crypt) (eine Episode)
- 1989: Freddy’s Nightmares (eine Episode)
- 1990: Rockula
- 1990: Liberty & Bash
- 1990: Eine schrecklich nette Familie -Episode 4.17 (Married with Children, Episode: "You Gotta Know When to Fold Them: Part 2")
- 1990: Ein Grieche erobert Chicago (Perfect Strangers) (eine Episode)
- 1990: Good Grief (eine Episode)
- 1990: Harrys wundersames Strafgericht (Night Court)(eine Episode)
- 1991: Ragin’ Cajun
- 1991: Missing Pieces
- 1991: The Owl
- 1991: Prime Target
- 1992: Batmans Rückkehr (Batman Returns)
- 1993: Father Hood
- 1993: Full House (eine Episode)
- 1996: Bulletproof – Kugelsicher
- 1998: I Love You, But
- 1998: In Quiet Night
- 1998: Timecop (eine Episode)
- 1998: Conrad Bloom (eine Episode)
- 2001: Skippy